# Aligse
Aligse is een dorp in de Duitse gemeente Lehrte, deelstaat Nedersaksen, en telt 1696 inwoners (31-12-2016).
Het dorp ligt ten noorden van de Autobahn A2, die het scheidt van de stad Lehrte, welke 3 km ten zuiden van Aligse ligt.
Aligse is vooral een forensendorp, warvan veel inwoners in de stad Hannover  werken.
Aligse heeft een stoptreinstationnetje aan de spoorlijn Lehrte - Cuxhaven. De lijnen 6 en 7 van de S-Bahn van Hannover stoppen er ook en verbinden Aligse zo met Hannover en Celle.

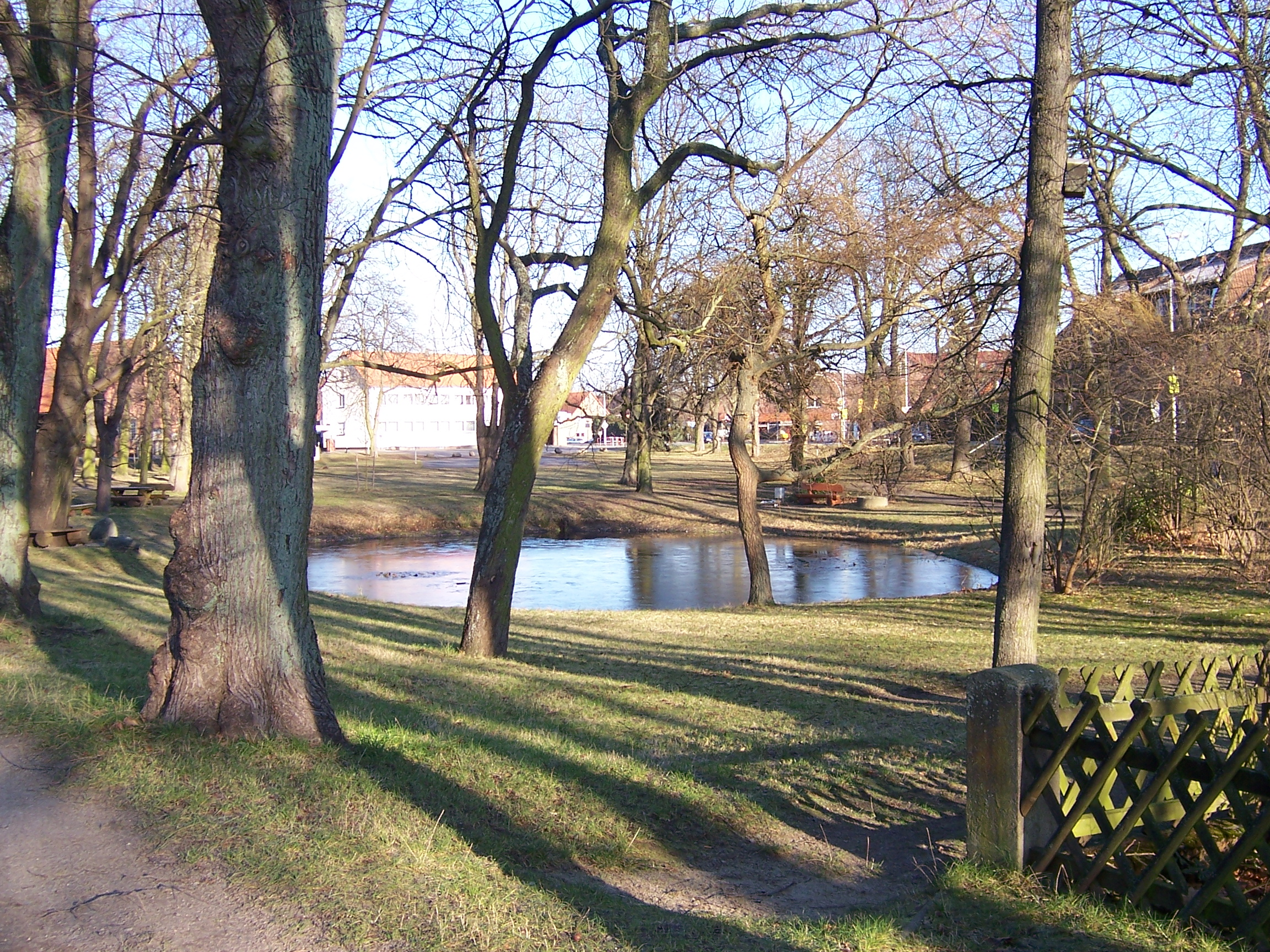
Dorpsvijver
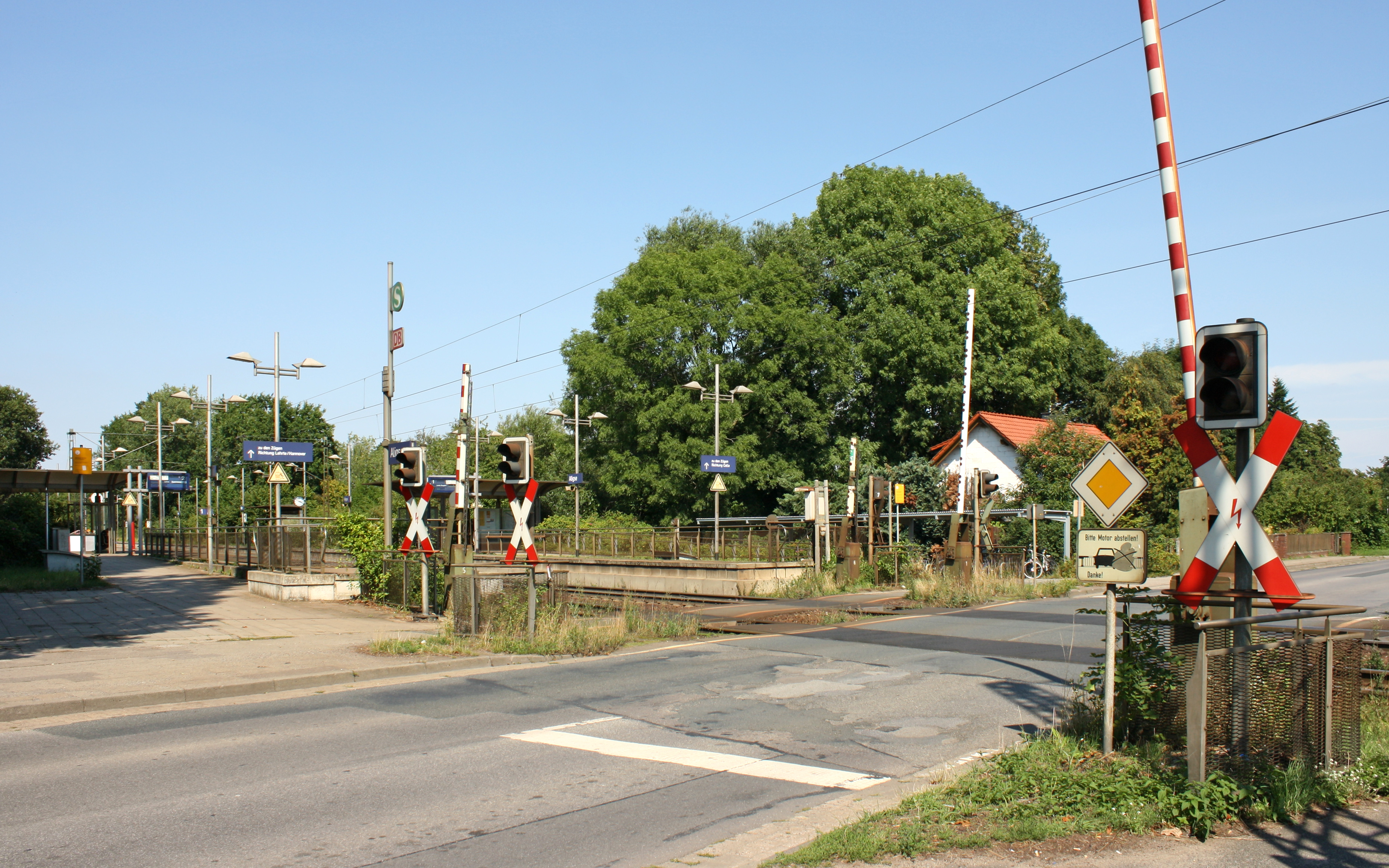
Spoorwegstation

Zie verder onder Lehrte.